# Espadamala de Baix
Espadamala de Baix és un monument del municipi de Torelló (Osona) inclòs en l'Inventari del Patrimoni Arquitectònic Català.

## Descripció
Masia de planta rectangular coberta a dues vessants, amb el carener perpendicular al portal el qual es troba sota els porxos i és orientat a migdia. El portal és adovellat i al damunt s'hi situen unes galeries sostingudes per pilars de pedra i totxo. El portal, que accedeix per sota els porxos a l'accés de fora, presenta una llinda balcada de roure i es troba a ponent. Aquest mur de la casa presenta finestres conopials, també hi ha un mosaic on es representa la Verge de Montserrat. A l'angle NW, a nivell del segon pis, sobresurt una mena de torreta de defensa construïda amb totxo damunt de la qual hi ha un cap de biga estranyament datada el 1146, on es representa la cara d'un esquelet; la tradició popular explica que serveix per espantar els mals esperits. El mas és construït amb pedra i arrebossat al damunt, recentment s'ha restaurat el mur de llevant, arrebossant-lo de nou. S'ha construït també durant aquest segle un nou cos a la part de migdia que desmereix l'antiga estructura.

## Història
Se'n coneixen notícies d'ençà del segle xii. Fortià Solà, historiador local, recull la genealogia del mas la qual parteix del 1210 amb Guillem Brenon Espadalma, la família que actualment viu al mas i que n'és propietària conserva encara el susdit cognom. El mateix autor recull documentació, datada pel novembre de l'any 1085, referent a la donació de dues peces de terra franca amb arbres i vinyes de la vila d'Espadamala, dins del comtat d'Osona (A. P. T., perg. segle xi i XII, pàg.-98). Es tracta, doncs, d'una masia ampliada i reformada al segle xvii en un moment d'esplendor en el món rural.